# Capela de Nossa Senhora da Agonia
A Capela de Nossa Senhora da Agonia, também referida como Igreja da Senhora da Agonia e Santuário de Nossa Senhora da Agonia, é um templo cristão localizado no Campo da Agonia, em Monserrate, na atual freguesia de Viana do Castelo (Santa Maria Maior e Monserrate) e Meadela, na cidade e no Município de Viana do Castelo, no distrito homónimo, em Portugal.
Está ligada à tradição da Romaria de Nossa Senhora da Agonia, uma das mais tradicionais da cidade, ligada à devoção dos pescadores, que tem lugar anualmente no mês de agosto, sendo o dia de Nossa Senhora da Agonia (dia 20) feriado municipal.

## História

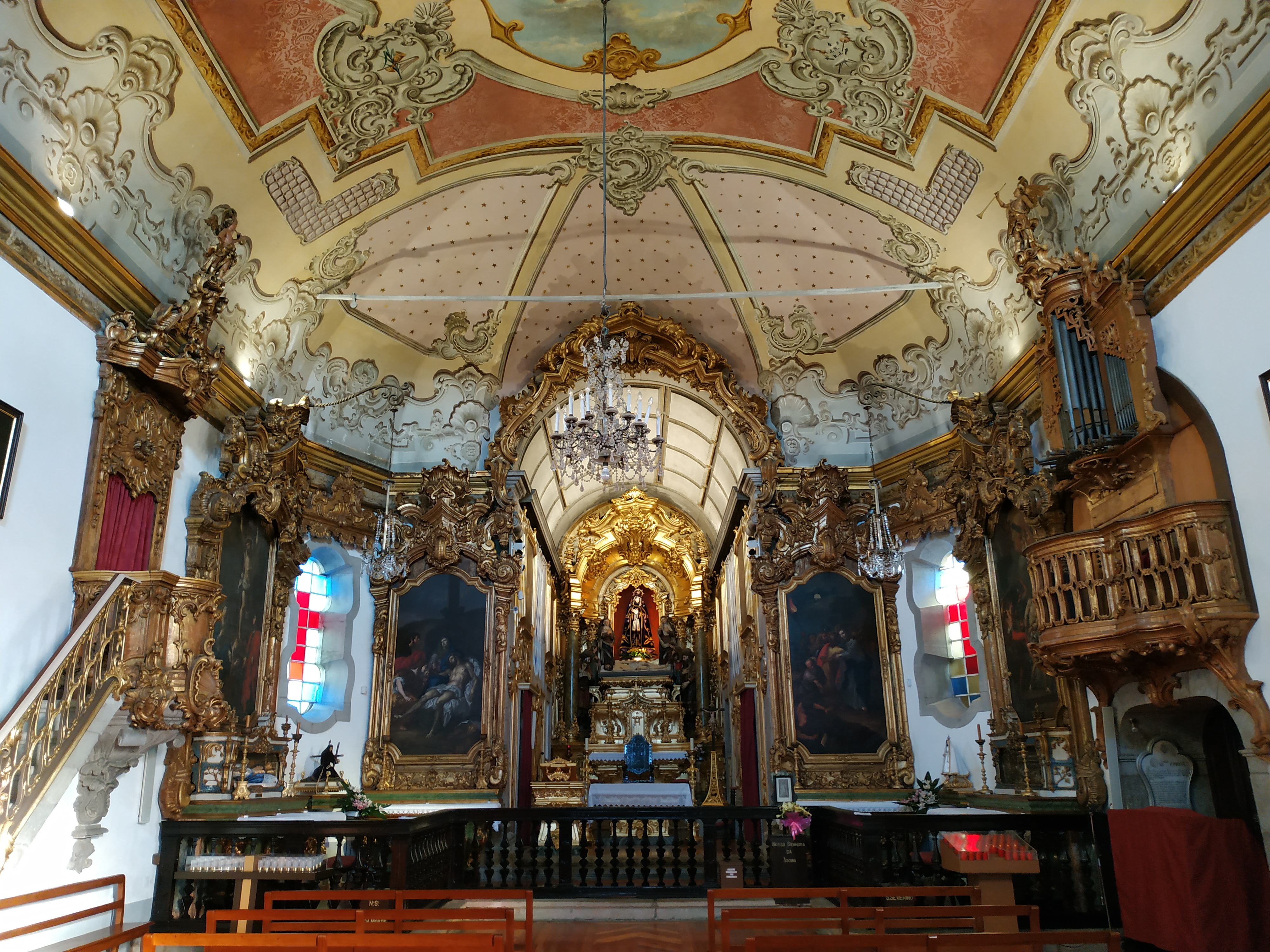
Interior da Capela de Nossa Senhora da Agonia em Viana do Castelo.

É a mais famosa das quatro capelas erguidas no outrora conhecido como "Morro da Forca", juntamente com a Capela de Nossa Senhora da Conceição (atualmente vazia, e cuja construção remontará aos finais do século XVI), a Capela de São Roque, e a Capela do Bom Jesus do Santo Sepulcro do Calvário (posteriormente denominada como Capela da Senhora da Soledade).
Constitui-se na capela terminal de uma antiga Via Sacra, reconstruída entre 1751 e 1755.

## Características
Em estilo barroco tardio destaca-se na sua fachada o portal em "asa de morcego".
Internamente apresenta nave de planta octogonal e capela-mor no seu enfiamento. Os retábulos dos altares e o púlpito foram decorados com a chamada "talha gorda" bracarense, com destaque para o cenotáfio da Paixão de Cristo, de autoria de André Soares.
Originalmente capela de romaria, reproduz nos sete alares os passos da via sacra que lhe deu origem. É rematada, entretanto, na nave, por uma pintura da Ressurreição, ao gosto do século XIX, incluindo uma escultura do Cristo ressuscitado.
A torre traseira, erguida em 1868, manteve-se deslocada do corpo do edifício para não impedir as voltas da romagem.